# Cardo

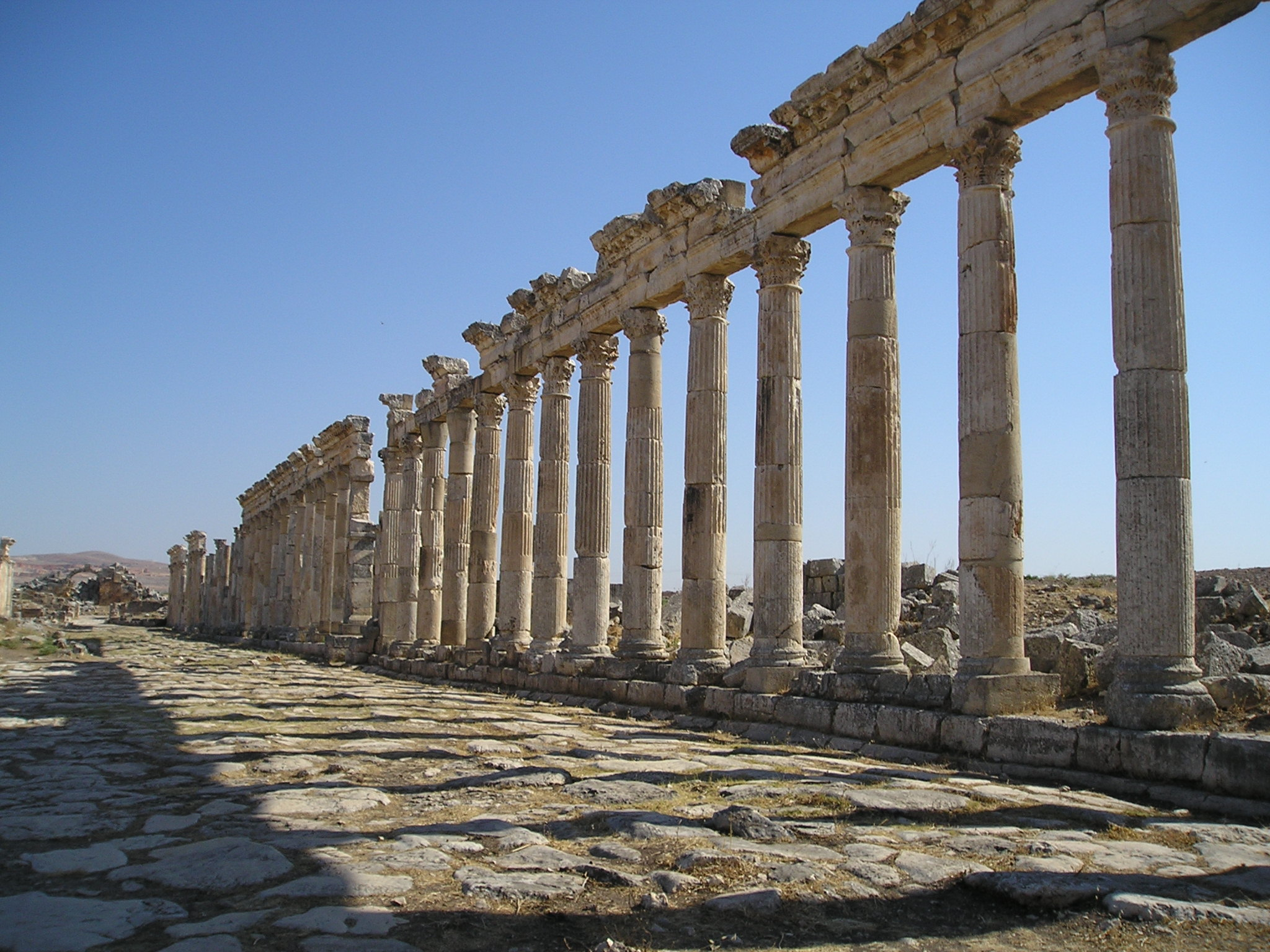
Cardo maximus in Apamea met colonnade

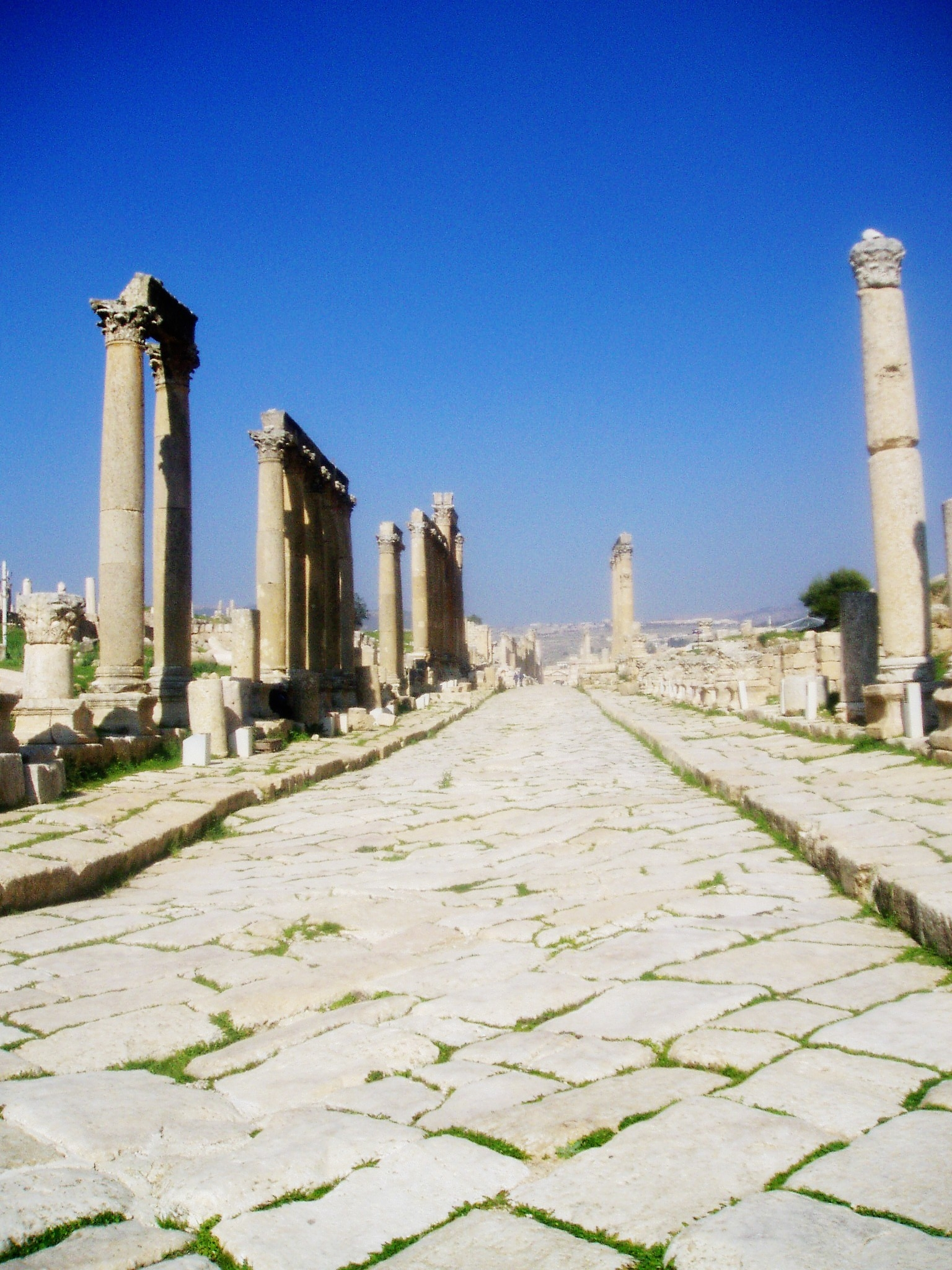
Cardo maximus in Gerasa

Een Cardo (Latijn voor 'as') was in oude Romeinse steden die volgens een rechthoekig stratenpatroon waren aangelegd, een noord-zuid lopende straat. De centrale noord-zuidstraat werd Cardo maximus genoemd om hem te onderscheiden van de andere cardines die er parallel aan liepen. De Cardo maximus was de hoofdstraat waarlangs doorgaans de winkels gelegen waren.
Een oost-west lopende straat werd decumanus genoemd, de oost-west lopende hoofdstraat Decumanus maximus. Op de plaats waar de cardo maximus en de decumanus maximus elkaar kruisten lag het centrum van de stad. Hier stond veelal een tetrapylon.
De cardo maximus was vaak een brede straat met zuilengalerijen aan weerszijden. Een goed bewaard voorbeeld van een cardo maximus uit de Romeinse tijd is te vinden in Apamea in Syrië en in Jerash in Jordanië.